# Бернардо, Жозеф
Жозеф Бернардо (фр. Joseph Bernardo; 31 мая 1929, Алжир, Французский Алжир — 6 декабря 2023, 7 район) — французский пловец, двукратный бронзовый призёр Олимпийских игр (1948, 1952).

## Биография

### Спортивная карьера
Бернардо вошёл в состав сборной Франции на летних Олимпийских играх 1948 года в Лондоне, где участвовал в эстафете 4×200 метров вольным стилем и завоевал бронзу в составе четвёрки. Спустя два года участвовал в эстафете на чемпионате Европы о водным видам спорта, где участвовал в эстафете 4×200 метров вольным стилем (серебро) и заплыве на 1500 метров вольным стилем (бронза).
На Средиземноморских играх 1951 года завоевал 2 серебряные и 2 золотые медали.
На летних Олимпийских играх 1952 года в Хельсинки в составе четвёрки участвовал в эстафете 4×200 метров вольным стилем и завоевал вторую бронзу подряд на Олимпийских играх.
Был неоднократно чемпионом Франции по плаванию, установив в 1949 году в заплыве на 1500 метров вольным стилем мировой рекорд.

### Смерть
Скончался 6 декабря 2023 года в Марселе в возрасте 94 лет.